# 유상민
유상민(1985년 ~)은 대한민국의 요리연구가다.

## 방송
- 강호대결 중화대반점 (2015)